# Masculin féminin
Pour les articles homonymes, voir Masculin féminin (homonymie).
Pour plus de détails, voir Fiche technique et Distribution.
Masculin féminin est un film franco-suédois réalisé par Jean-Luc Godard, sorti en 1966.
Le film suit Paul, tout juste démobilisé, qui est à la recherche d'un travail et milite contre la guerre du Viêt Nam. Il est amoureux de Madeleine, une jeune chanteuse qui se préoccupe plus de sa réussite dans le métier que des manifestations sentimentales de son ami. Paul finit par trouver un emploi dans un institut de sondage où il est chargé de faire une enquête sur les principales préoccupations des Français. Il habite provisoirement chez deux de ses amies. Madeleine tombe enceinte et Paul, de l'échafaudage.

## Synopsis
Paul, un jeune homme tout juste démobilisé et insatisfait de son travail de manutentionnaire, tombe amoureux d'une collègue de son âge, Madeleine. Ils travaillent tous deux à la rédaction d'un magazine pour la jeunesse, mais elle ambitionne de percer dans l'industrie musicale.
Ils commencent à se fréquenter. Paul parle souvent de politique, d'exploitation et d'aliénation, même s'il a quitté le Parti communiste français ; Madeleine parle surtout de musique et d'amitiés. Il est clairement amoureux et lui demande de sortir avec lui, mais ils sont tous deux gênés d'affronter les choses qui les intéressent vraiment, comme l'amour et le sexe.
Paul amène un ami, le syndicaliste militant Robert, pour rencontrer les amies avec lesquelles Madeleine partage un appartement, Élisabeth et Cathérine : cette dernière aime Robert, mais elle a plutôt le béguin pour Paul, et ne croit pas que le garçon serait heureux avec Madeleine.
Paul est manifestement amoureux, mais Madeleine se détend et pense au 45 tours qu'elle est en train d'enregistrer. Tous deux évoluent sur fond d'une société de consommation en pleine mutation : université, vie dans les cafés, rituels de masse comme le flipper, le bowling, le disco. Paul continue discrètement à courtiser la jeune fille, grave une déclaration d'amour sur un disque personnalisé avec sa propre voix. La violence est partout latente, par exemple un homme dans la rue menace Paul sans raison avec un couteau, puis le lui plonge dans le ventre, un autre demande à emprunter des allumettes et s'immole par le feu en signe de protestation contre la guerre du Viêt Nam.
Le 45 tours de Madeleine sort, c'est un succès. Dans l'une de ces interviews (sarcastiquement intitulée « Dialogue avec un produit de consommation »), il interroge « Mademoiselle 19 Ans », lui posant des questions maladroites sur ses préférences sexuelles et la contraception, auxquelles Elsa répond, et d'autres sur la politique et le Viêt Nam, qui révèlent les problèmes de son éducation respectable, dépolitisée et bourgeoise. À cet égard, Mademoiselle 19 Ans ne semble pas très éloignée de Madeleine. Paul va au cinéma avec ses trois amis, on y projette un film suédois qui semble être une parodie d'un film d'Ingmar Bergman ; indigné parce que le projectionniste a monté le mauvais format de projection sur la machine, Paul va protester et dit à l'homme que le choix du réalisateur est contraignant ; il part ensuite indigné en disant qu'il veut aller en Italie pour protester contre la coutume de doubler les films étrangers.
Robert fait la cour à Catherine et tente également de la convertir à la cause ouvrière. La relation entre Paul et Madeleine est de plus en plus frustrante pour le garçon, surtout après qu'elle lui a révélé qu'elle attendait un enfant.
Dans la dernière scène, les trois filles se retrouvent dans un commissariat, racontant comment Paul est tombé du balcon de l'appartement qu'il venait d'acheter avec un héritage et où il voulait s'installer pour vivre en épousant Madeleine. Elles nient que sa mort soit un suicide, il s'est juste penché trop loin.

## Fiche technique
- Titre : Masculin féminin
- Réalisation : Jean-Luc Godard
- Assistant réalisateur : Bernard Toublanc-Michel
- Scénario : Jean-Luc Godard, très librement inspiré par deux nouvelles de Guy de Maupassant, La Femme de Paul et Le Signe.
- Photographie : Willy Kurant
- Montage : Agnès Guillemot, Marguerite Renoir (non créditée)
- Musique : Jean-Jacques Debout
- Son : René Levert
- Producteur : Anatole Dauman
- Directeur de production : Philippe Dussart
- Sociétés de production : Anouchka Films, Argos Films, Sandrews, Svensk Filmindustri
- Pays de production :  France,  Suède
- Tournage : du 18 novembre 1965 au 23 décembre 1965
- Box-office France : 427 430 entrées[1]
- Format : Noir et blanc - 35 mm - 1,37:1 - Mono
- Genre : Comédie dramatique
- Durée : 110 minutes
- Date de sortie : 
  - France : 22 mars 1966
- Film interdit aux moins de 18 ans lors de sa sortie en France[2]. Tous publics lors de sa sortie en DVD.
- Affiche : Georges Kerfyser (France)

## Distribution
- Chantal Goya : Madeleine Zimmer
- Jean-Pierre Léaud : Paul
- Marlène Jobert : Élisabeth
- Michel Debord : Robert
- Catherine-Isabelle Duport : Catherine-Isabelle
- Eva-Britt Strandberg : Elle (la femme dans le film)
- Birger Malmsten : Lui (l'homme dans le film)
- Yves Afonso : l'homme qui se suicide (non crédité)
- Henri Attal : l'homme qui embrasse un autre homme (non crédité)
- Brigitte Bardot : la femme du couple
- Antoine Bourseiller : l'homme du couple (non crédité)
- Chantal Darget : la femme dans le métro (non créditée)
- Françoise Hardy : la compagne de l'officier américain (non créditée)
- Med Hondo : l'homme dans le métro (non crédité)
- Elsa Leroy : Mlle 19 ans de Mademoiselle Âge Tendre (non créditée)
- Dominique Zardi : un homme lisant un magazine (non crédité)
- Mickey Baker : le producteur (non crédité)

## Production
Le film est tourné entre le 22 novembre et 29 décembre 1965.
Le chef opérateur Willy Kurant raconte que, lorsqu'il a été contacté pour faire le film Le Départ de Jerzy Skolimowski (film qui reprend aussi pour acteurs principaux Jean-Pierre Léaud et Catherine-Isabelle Duport), Skolimowski lui a déclaré avoir beaucoup aimé l'image de Masculin féminin, mais avoir eu un problème avec les cadrages. Kurant a alors répondu que les instructions de Jean-Luc Godard étaient de couper les personnages sur les bords du cadre, ce qui avait été difficile pour lui, venant du cinéma d'actualités.

## Commentaires
Jean-Luc Godard n'a pas écrit un dialogue littéraire mais a interviewé ses acteurs sur leur propre genre de vie, ce qu'ils lisent, ce qu'ils espèrent, la politique, l'amour, la guerre du Vietnam, la bombe atomique. Surpris par leurs réponses et commentant son film, il déclare en 1966 : 

« À 35 ans, je me dis toujours que j'ai 22 ans, mais quand j'ai parlé avec ces filles et ces garçons de 19-20 ans, j'ai vu qu'ils me considéraient comme moi je pourrais considérer François Mauriac. Les filles d'aujourd'hui, parlent toujours par généralités. Sauf si on leur demande quelle marque de bas elles portent ou quelle laque elles utilisent pour leur cheveux. Elles ne sont ni méchantes, ni idiotes, mais disponibles. Mon film pourrait s'appeler "À la recherche des enfants des années 60". Le résultat est flou. Ce sont des faits divers ou plutôt divers faits : une fille essaie une jupe, un garçon colle des affiches contre la guerre du Vietnam. C'est aussi un peu le reflet de la sexualité des adolescents contemporains »

.
- « La jeunesse et le sexe de la France d'aujourd'hui » : une étude de mœurs sur les jeunes des années 1960, sur fond de campagne électorale (élection présidentielle française de 1965).
- Le film traite notamment la vie de couple dans le monde moderne et la sexualité (pudeur, plaisir, prostitution, contraception, avortement), ce qui lui vaudra d'être interdit aux moins de 18 ans à sa sortie. D'autres thèmes le parcourent, tels que la violence, la guerre, le meurtre, le suicide, l'engagement politique et les certitudes, la société de consommation ou encore le racisme. Il évoque aussi le décalage qui sépare la réalité de la société contemporaine de l'image que la sociologie peut en faire, proposant avec ce film d'établir un portrait fidèle des jeunes gens de 1965, de leurs incertitudes vis-à-vis de l'avenir et de leurs contradictions.
- Le film contient de nombreux cartons insérés entre les séquences à la manière du cinéma muet. Certains aphorismes sont restés fameux, comme « Les enfants de Marx et de Coca-Cola, comprenne qui voudra ». La phrase « Le philosophe et le cinéaste ont en commun une certaine manière d'être, une certaine vue du monde qui est celle d'une génération », insérée dans le film, est de Maurice Merleau-Ponty. Le monologue de Paul à la fin de la projection de cinéma est, quant à lui, directement adapté d'un passage de Les Choses de Georges Perec.

## Autour du film
- Michel Debord joue le rôle de Robert Poiccard, le meilleur ami de Paul, incarné quant à lui par Jean-Pierre Léaud.
- Le nom de famille de Robert est identique à celui du personnage interprété par Jean-Paul Belmondo dans À bout de souffle, premier long-métrage de Jean-Luc Godard.
- Durant le film, Paul se fait passer pour « le général Doinel » afin d'obtenir une voiture. C'est un clin d'œil au Quatre Cents Coups, où Jean-Pierre Léaud se prénommait Antoine Doinel.
- Toujours au moment de la scène de la voiture, Catherine reproche à Paul de « voler » une voiture, comme Ferdinand dans Pierrot le fou, film de Godard sorti l'année précédente.
- Dans une scène de repas, Jean-Pierre Léaud dit « moi j'ai pas de vieille mère ? », c'est une référence à une réplique du braconnier Marceau joué par Carrette dans La Règle du jeu de Jean Renoir.
- À la demande du producteur Anatole Dauman, Daniel Filipacchi organisa une rencontre dans un bar entre Jean-Luc Godard et Chantal Goya. Cette dernière raconte leur rencontre en ces termes : « Il y avait un type bizarre avec un imperméable qui n'arrêtait pas de me regarder. Je n'arrêtais pas de me retourner pour rester dos à lui mais il changeait de place. Au bout d'une demi-heure, il s'est assis à ma table et m'a dit : « Je suis Jean-Luc Godard, je veux que vous jouiez dans mon film. Demain, mon assistant Claude Miller viendra vous chercher avec sa 2CV pour vous emmener sur le plateau [6]. » »

## Lieu de tournage
- Des scènes ont été tournées dans les locaux de la rédaction du premier magazine français à destination des adolescentes, Mademoiselle Âge Tendre.[réf. nécessaire]
- à 1 h 35 min, scène d'un attroupement de personnes : au carrefour de la rue de la Chaussée-d'Antin, de la rue Halévy, de la rue Lafayette et du boulevard Haussmann[7]
- Le film étant une coproduction suédoise, cinq jours de tournage ont lieu à Stockholm (Suède) fin décembre 1965 . Il s'agit des scènes du "film dans le film" visionné par le personnage de Paul et ses amies dans une salle de cinéma. Ces scènes pastichent le style d'Ingmar Bergman[3].

## Musique
Albums de Chantal Goya
Best Of
(2004)
Bande originale du film interprétée par Chantal Goya et écrite par Jean-Jacques Debout Publiée en 1966 par RCA victor et rééditée en 2006 par Magic Records.
1. D'abord Dis-Moi Ton Nom
2. Comment Le Revoir
3. Sois Gentil
4. Laisse-Moi
5. Si Tu Gagnes Au Flipper
6. Tu M'as Trop Menti

## Récompenses et distinctions
- Berlinale 1966 : Ours d'argent du meilleur acteur pour Jean-Pierre Léaud

### Conférences
- Forum des images : Masculin féminin de Jean-Luc Godard, analysé par Alain Bergala, le 2 mai 2007 [vidéo]